# Droga wojewódzka nr 826
Droga wojewódzka nr 826 (DW826) – droga wojewódzka klasy Z w województwie lubelskim, powiatach puławskim (gmina Nałęczów, gmina Markuszów) i lubelskim (gmina Garbów). Łączy drogę wojewódzką nr 830 w Nałęczowie z drogą wojewódzką nr 874 w Przybysławicach. Jej długość to 11 km.

## Miejscowości leżące przy trasie DW826
- Nałęczów
- Strzelce
- Piotrowice
- Paulinów
- Gutanów
- Góry-Kolonia
- Góry
- Przybysławice